# Marius Conkan

Marius Conkan (n. 27 februarie 1988) este un poet român contemporan. 

## Biografie
S-a născut și a copilărit în localitatea Rodna, din județul Bistrița-Năsăud. În prezent este doctorand al Facultății de Litere din Cluj, cu o teză despre lumi alternative. A publicat poezie, studii literare și cronici în revistele "Steaua", "Echinox","Poesis International", "Tiuk", "Tomis", "Exquisite Corpse" (revistă editată de Andrei Codrescu), precum și pe LiterNet. A fost redactor al revistei Echinox. A debutat editorial în aprilie 2009, cu volumul Soporia, apărut la editura Vinea. În 22 decembrie 2009 i s-a acordat premiul pentru debut în poezie al revistei "Mișcarea literară". A fost nominalizat la Premiul Național de Poezie "Mihai Eminescu", Opera Prima, 2010. În 23 mai 2010 i s-a decernat Premiul Național "Tudor Arghezi", pentru Opera Prima.

## Volume publicate
Soporia, editura Vinea, București, 2009.
Ținutul Celălalt, poem-roman, scris în colaborare cu Ruxandra Cesereanu, editura Cartea Românească, 2011.
Extazul Sfântului Markon, editura Tracus Arte, București, 2012.

## Antologii
- a publicat studiul Analepse și prolepse privind second life, în antologia De la fictiv la real. Imaginea, imaginarul, imagologia, coordonată de Andi Mihalache și Silvia Marin-Barutcieff, editura Universității "Alexandru Ioan Cuza", Iași, 2010.
- poezii în antologia The Vanishing Point that Wistles, Talisman House, 2012.